# O'Brien County
O'Brien County är ett administrativt område i delstaten Iowa, USA. År 2010 hade countyt 14 398 invånare. Den administrativa huvudorten (county seat) är Primghar.

## Geografi
Enligt United States Census Bureau så har countyt en total area på 1 485 km². 1 484 km² av den arean är land och 0 km² är vatten.

### Angränsande countyn
- Osceola County - norr
- Clay County - öst
- Cherokee County - söder
- Sioux County - väst